# Hoplopleura orinocoi
Hoplopleura orinocoi är en insektsart som beskrevs av Johnson 1972. Hoplopleura orinocoi ingår i släktet Hoplopleura och familjen gnagarlöss. Inga underarter finns listade i Catalogue of Life.